# آندي ألو
وٌلدت آندي ألو في 13 يناير عام 1989 وهى مغنية ومؤلفة أغاني أمريكية، وعازفة غيتار وممثلة ، اشتهرت بسبب ظهورها في المسلسل الدرامى الكوميدى the game
 والبرنامج الحوارى attack the show ،  وقامت بعزف موسيقى برنامج حوارى ل  جيمي كيميل لايف!. وقامت بإصدار ثلاثة ألبومات     «unfresh-Superconductor-hello» مولت آخر ألبوم في الثلاثة بواسطة  pledge music.

## حياتها الأولى وتعليمها
ولدت ألو في بامندا، المنطقة الشمالية الغربية  بالكاميرون ، بدأت بتطوير نفسها في الموسيقى في سن مبكرة ، حيث أن والدتها علمتها  العزف على البيانو في سن السابعة، كما أنها ذهبت إلى مدرسة «Bam EU» في الكاميرون. وهي الأصغر بين خمسة أشقاء. حصلت ألو على جنسيتان مزدوجتان هما الأمريكية والكاميرونية ، وانتقلت مع شقيقتها سوزان إلى سكرامنتو عام 2000 في سن الحادية عشرة ، لتنضم بذلك إلى ثلاثة أخوة آخرين. أُجبرت والدتها المولودة في كاليفورنيا أن تغادرمسقط رأسها ، بعد معاناة مع التعب المزمن ،  والدها أندرو ألو متخصص في علم البيئة.
بدأت تعليمها من الصف الأول الإعدادي، حيث التحقت بمدرسة أردن الإعدادية في بساكرامنتو بالولايات المتحدة ، وتخرجت من مدرسة  إل كامينو الثانوية ‏  عام 2006 بنفس المدينة، ثم بعد ذلك التحقت بكلية « American river community»  في شمال مقاطعة ساكرامنتو،
وفى ذلك الوقت بدأت بتشكيل فرقتها الخاصة والتي تُسمى «allo and traffic jam» وكانت تؤدى عروضها الفنية في زاوية بشارعى 22 و في ساكرامنتو.

## حياتها المهنية
اُقيمت أول حفلة موسيقية منفردة لها عام 2008 في دار فوكس آند غوس العامة في وسط مدينة ساكرامنتو،  وقامت بإطلاق أول ألبوم غنائى لها في عام 2009 ويُسمى «unfresh»  يضم هذا يضم الألبوم 12 أغنية، أهم ما يميز هذا الألبوم الأغنية التي تُدعى «dreamland» ، شارك في غنائها مغنى الراب Blu (rapper) . أهلتّها مكانتها المرموقة كموسيقية وعازفة غيتار، أن تلعب دور عازفة غيتار في الفرقة الموسيقية الأمريكية الخاصة بالموسيقار برنس ، والتي تُسمى «the new power generation»  بينما كانت في جولة مع هذا الموسيقار بدأت بالكتابة  ، وتعاونا في ثلاث أغنيات هم: «Superconductor» و «The Calm» و «Long Gone»، والتي تظهر في ألبومها " the new generation"، حيث تم إطلاق هذا الألبوم  يوم 20 نوفمبر من عام 2000، وظهر الألبوم لأول مرة في كرقم واحد في مخططات Soul ، وخرائط R & B بفرنسا، وموقع والمملكة المتحدة، والولايات المتحدة، كما يضم الألبوم الموسيقيين ترومبونو شورتى وماسيو باركر، قامت  أيضاً في أكتوبرعام 2014 بإطلاق أغنية فردية لها تُدعى «Tongue Tied»، وتم إصدار ألبومها " "Hello في أبريل 2015 ومُوّل من خلال pledge music  ، تعاونت في نفس العام معبرنس «البرنس» على مشروع بعنوان Oui Can Luv ..، وظهرت عام 2017 في فيلم "Pitch Perfect 3 " باسم Serenity ، وهي عضو مع «روبى روز»  في الفرقة المسماة "Evermoist ".

## Discography

### الألبومات
- UnFresh) 2009)
- Superconductor) 2012)
- Hello) 2015)
- Oui Can Luv) 2015)
- One Step Closer) 2017)

## الوصلات الخارجية
صفحة آندى الو على موقع imbd
آندى ألو على all music